# 편집장
편집장(編輯長)은 출판사, 신문사에서 사용되는 직책이다. 편집, 논설 모두를 총괄하며, 그 출판사의 사장이나 고위 임원 등 경영진이 취임하는 경우가 많다.
출판물의 운영 및 정책에 대한 최종 책임을 지는 편집 책임자이다.

## 같이 보기
- 주필